# Esquí acrobàtic als Jocs Olímpics d'hivern de 1994

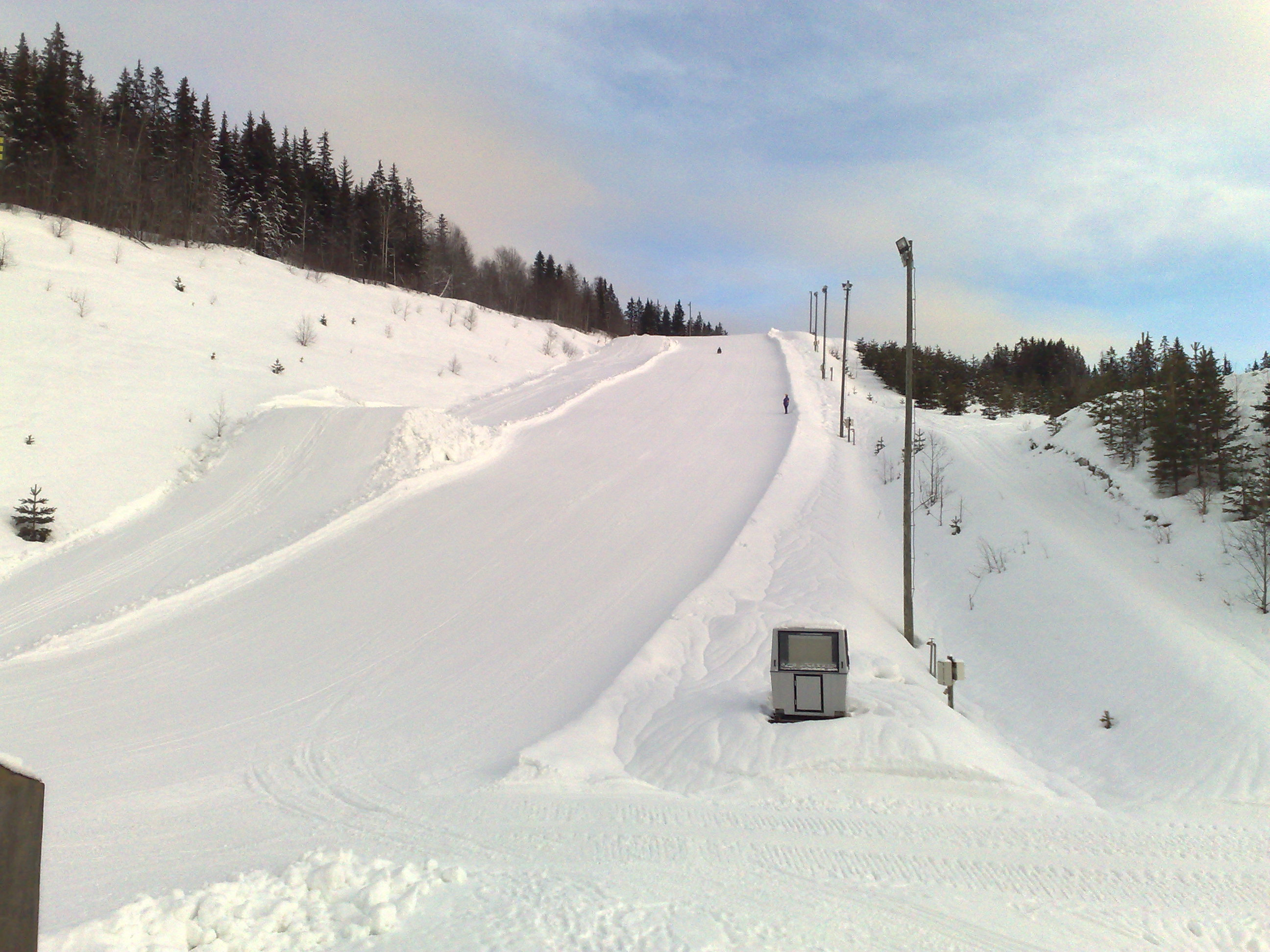
Estació d'esquí de Kanthaugen

Als Jocs Olímpics d'Hivern de 1994 celebrats a la ciutat de Lillehammer (Noruega) es disputaren quatre proves d'esquí acrobàtic, dues en categoria masculina i dues més en categoria femenina en la modalitat de bamps i salts acrobàtics.
La competició se celebrà entre els dies 15 i 24 de febrer de 1994 a les instal·lacions del Kanthugen Freestyle Arena. Hi participaren un total de 97 esquiadors, entre ells 52 homes i 45 dones, de 21 comitès nacionals diferents.

## Resum de medalles

### Categoria masculina
| Prova                    | Or                   | Argent            | Bronze          |
| Bamps Detalls            | Jean-Luc Brassard    | Sergey Shupletsov | Edgar Grospiron |
| Salts acrobàtics Detalls | Andreas Schönbächler | Philippe LaRoche  | Lloyd Langlois  |

### Categoria femenina
| Prova                    | Or                   | Argent             | Bronze                  |
| Bamps Detalls            | Stine Lise Hattestad | Elizabeth McIntyre | Yelizaveta Kozhevnikova |
| Salts acrobàtics Detalls | Lina Cheryazova      | Marie Lindgren     | Hilde Synnøve Lid       |

## Medaller
| Posició | País         | Or | Argent | Bronze | Total |
| 1       | Canadà       | 1  | 1      | 1      | 3     |
| 2       | Noruega      | 1  | 0      | 1      | 2     |
| 3       | Suïssa       | 1  | 0      | 0      | 1     |
| 3       | Uzbekistan   | 1  | 0      | 0      | 1     |
| 5       | Rússia       | 0  | 1      | 1      | 2     |
| 6       | Estats Units | 0  | 1      | 0      | 1     |
| 6       | Suècia       | 0  | 1      | 0      | 1     |
| 8       | França       | 0  | 0      | 1      | 1     |
|         |              |    |        |        |       |
| Total   | Total        | 4  | 4      | 4      | 12    |